# Engelbert Zaschka
Engelbert Zaschka (Friburgo em Brisgóvia, 1 de setembro de 1895 – Friburgo em Brisgóvia, 26 de junho de 1955) foi um engenheiro e inventor alemão.

## Biografia
Zaschka foi um dos pioneiros alemães na aeronáutica de helicópteros. A sua máquina foi um exemplo de aeronave rotacional. Em 1934 Engelbert Zaschka também construiu uma grande aeronave de propulsão humana. Teve numerosas patentes internacionais relacionadas com a sua investigação pioneira sobre helicópteros.
Está sepultado no Hauptfriedhof Freiburg im Breisgau.

## Invenções

### Helicóptero Zaschka

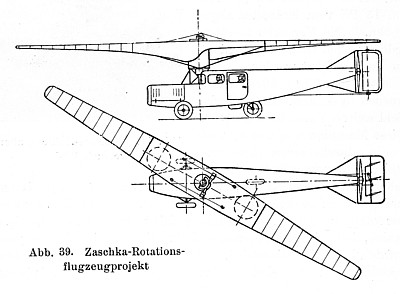
Zaschka-Rotationsflugzeug (Avião de asa-rotacional)

Em 1927 Zaschka construiu um helicóptero, equipado com dois rotores, nos quais um giroscópio foi usado para aumentar a estabilidade e servir como acumulador de energia no voo de descida enquanto planador, planar neste caso significava uma descida a direito. Zaschka pretendeu construir uma hélice eficiente, e a sua máquina era uma combinação de autogiro e helicóptero.

### Aeronave de propulsão humana Zaschka (1934)

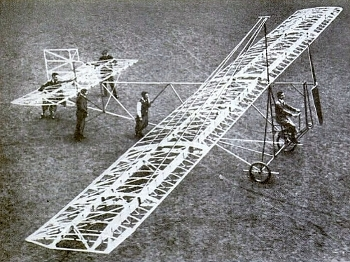
Aeronave de propulsão humana de Zaschka (Berlim 1934)

Em 1934 construiu uma grande aeronave de propulsão humana - o Zaschka Human-Power Aircraft. A envergadura de asa era de aproximadamente 20 metros. 
Em 11 de julho de 1934 está registado um voo autónomo, sem qualquer auxílio na descolagem, numa extensão de cerca de 20 metros, no Aeroporto de Berlim Tempelhof.

### Motociclismo: Orionette (1921-1925)
De 1921 até 1925 o departamento de projeto Orionette AG für Motorfahrzeuge, chefiado por Zaschka, produziu alguns projetos interessantes, mas pouco ortodoxos. Orionette é uma marca histórica alemã no motociclismo.

### Carro triciclo dobrável (1929)

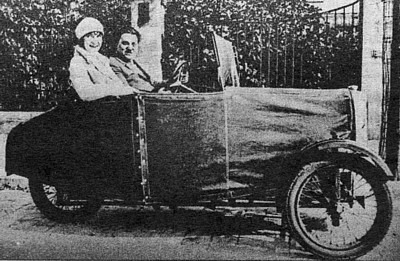
Triciclo Zaschka (carro citadino dobrável), 1929

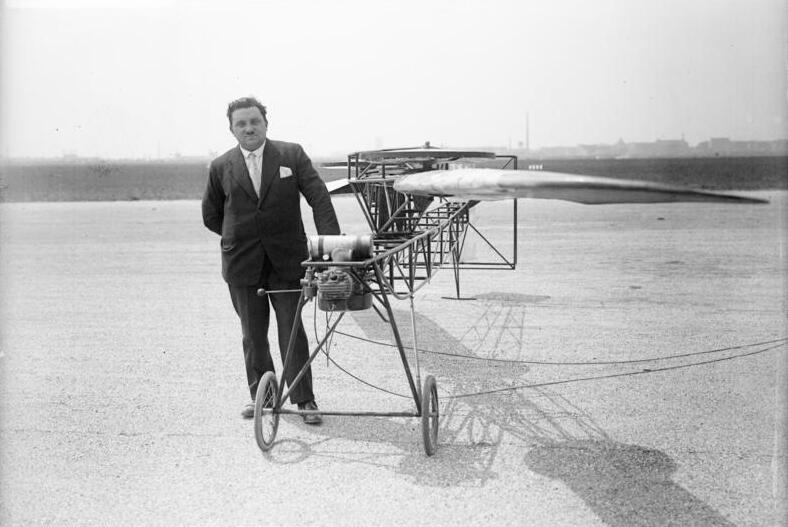
Engelbert Zaschka com um modelo de um helicóptero/giroplano, 1928

O problema de espaço e estacionamento nas áreas metropolitanas era já reconhecido nos anos 1920. Em 1929 Zaschka inventou em Berlim um carro triciclo, dobrável, que poderia ser desmontado em 3 secções em 20 minutos. Conseguia atingir 40 a 50 km/h.

## Patentes
- DE 573961  „Hubschraubenflugzeug“  - 19 Junho 1926
- GB 272962  „Improvements in or relating to Helicopter Flying Machines“ - 20 Junho 1927
- US 1779524  „Helicopter“ - 29 Junho 1927
- DE 512513  „Triebwerk fuer Maschinen mit hin und her gehenden Kolben, deren Pleuelstangen durch auf der Triebwelle sitzende Exzenterscheiben betaetigt werden“ - 12 Novembro 1927
- US 1944052  „Portable power plant.“ - 21 Abril 1930
- FR 1019111  „Bicyclette.“ - 26 Maio 1950

## Galeria

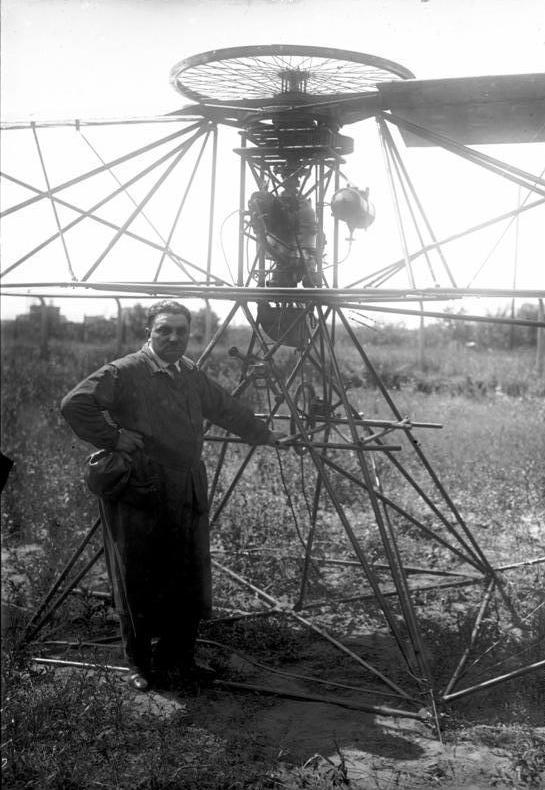
Zaschka e o sistema de asa rotacional, 1927
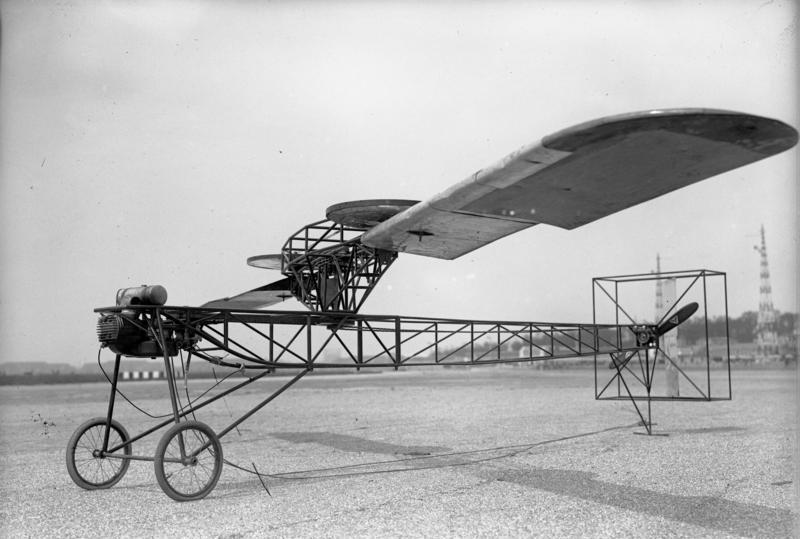
Zaschka - helicóptero, 1928
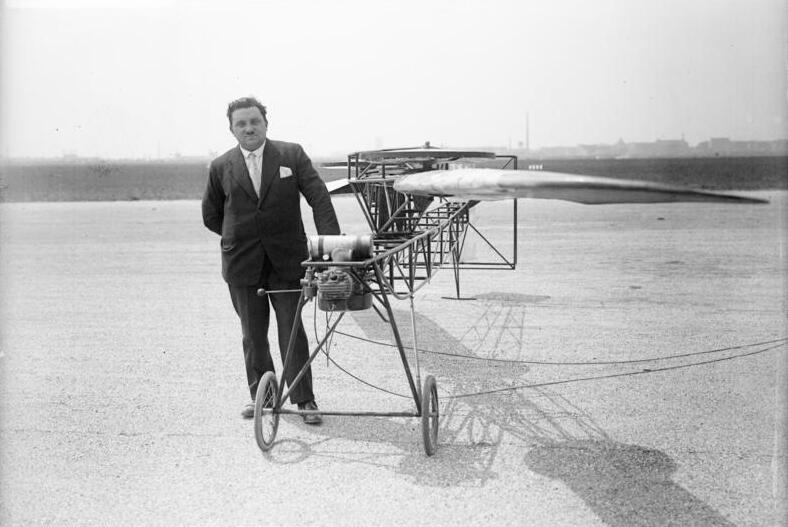
Zaschka - helicóptero, 1928
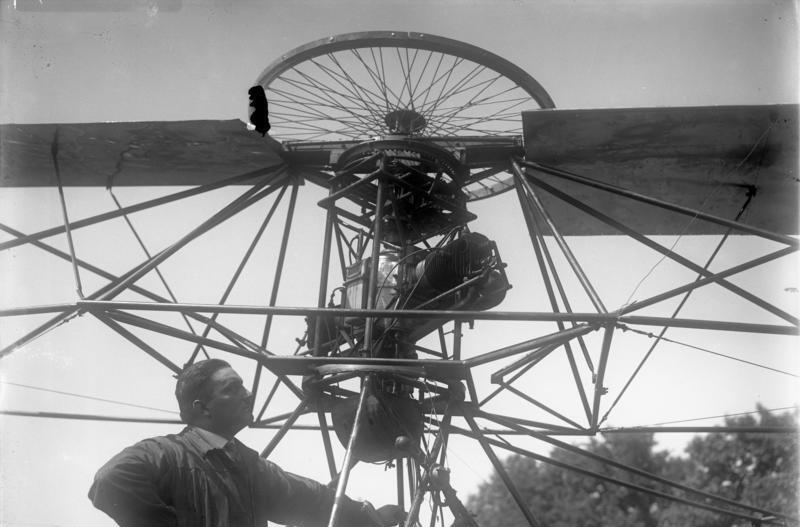
Zaschka - sistema de asa rotacional, 1927
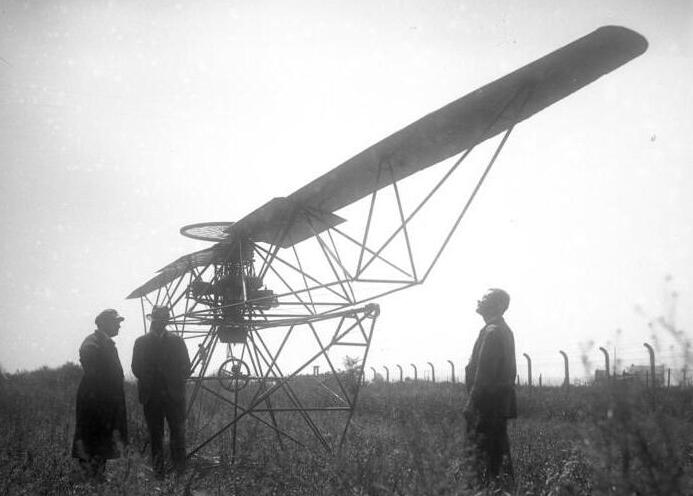
Zaschka e o sistema de asa rotacional, 1927
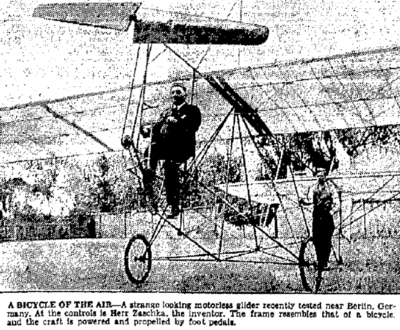
Zaschka - Aeronave de propulsão humana, Berlin 1934
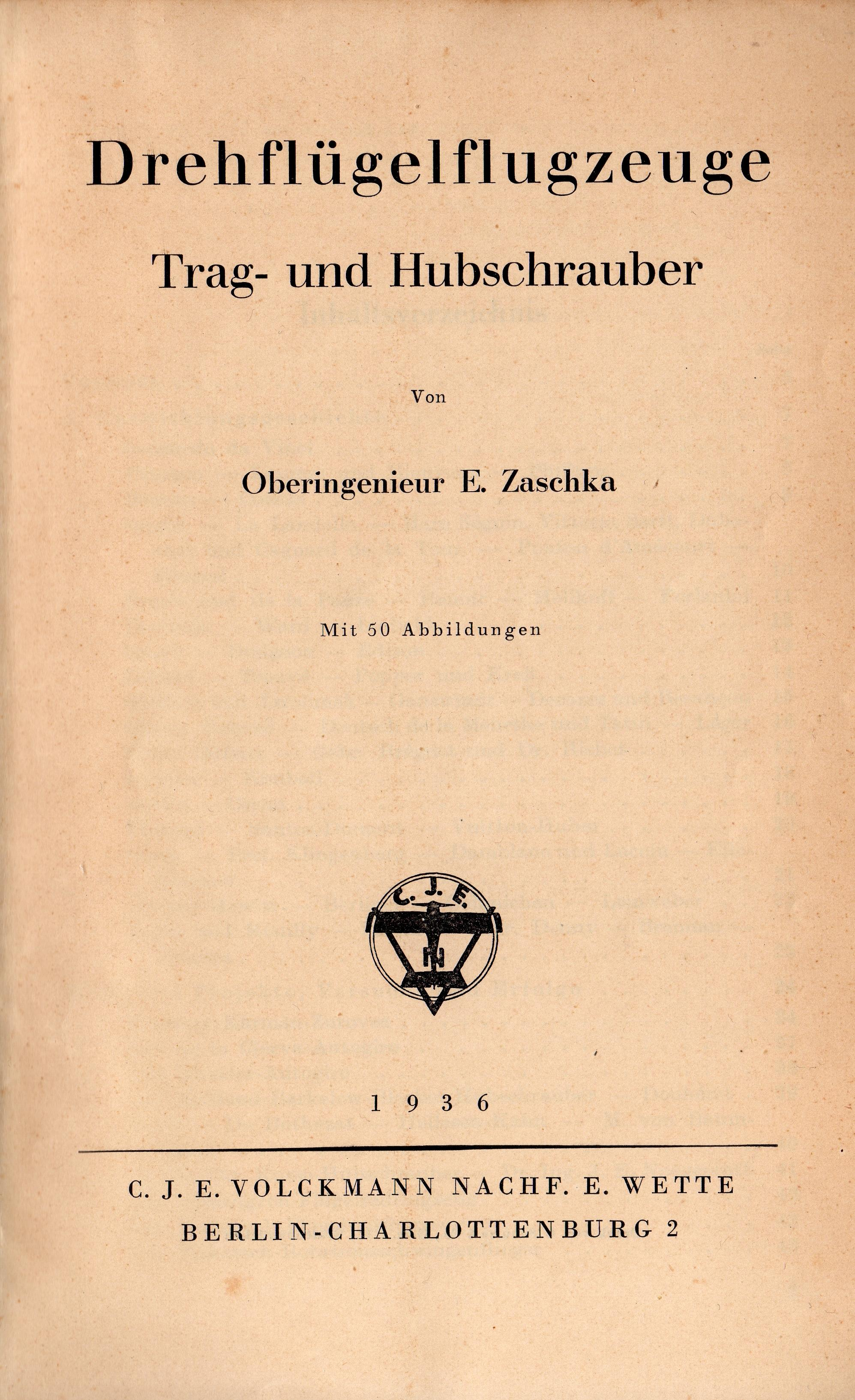
Drehflügelflugzeuge. Trag- und Hubschrauber. C.J.E. Volckmann Nachf. E. Wette, Berlin-Charlottenburg 1936